# 庇

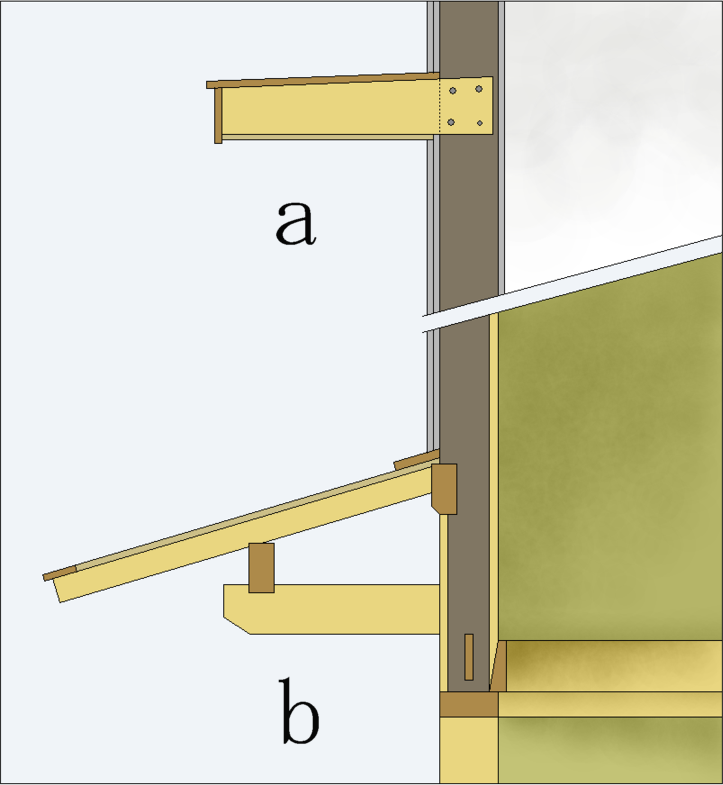
図中のaがろく庇、bが腕木庇

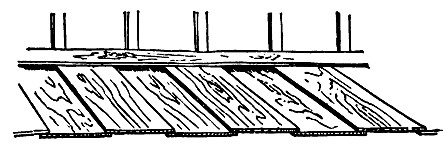
エドワード・モースによる庇のスケッチ

庇（ひさし、廂）は、家屋の開口部（窓、出入口）の上に取り付けられる日除けや雨除け用の小型の屋根のこと。日本建築では、主にろく庇（陸庇、ろくひさし）と腕木庇（うでぎひさし）の2つが造られている。「家の作りやうは、夏をもってむねとすべし」と吉田兼好が『徒然草』に記しているように、かつては高温多湿の夏を凌ぐために、柱構造の開放的な空間を作り出し風通しを良く、深い軒で日差しを遮り、風向きや日照を調整していた。寝殿造りでは、母屋の外側に付加された細長い下屋部分を指し、廂の間として居室などにも使われた。

## ろく庇
簡単に作ることができ、主にモルタル壁やサイディング張の建物に見られる。持出し板と呼ばれる上辺に勾配をつけて加工した板を数枚と鼻隠を梯子型に組み、取り付ける位置に釘やビスで固定する。屋根部分に野地板を張り、建築板金を葺く。軒裏に軒天井板を張る。

## 腕木庇
日本の伝統工法に多く用いられ、意匠的に造られることも多いが、簡易に造る場合にも用いられる。柱にほぞ穴をつくり、ほぞを差し込んで付けられた腕木に小さな桁（出し桁）を掛け、厚い板を直接張るか、垂木を掛け、上に板を張り、銅板や瓦などを葺いて仕上げる。

## 金属製庇
近年では、金属製のすでに造られたものもある。金属製サッシのように簡単に取り付けられる。アルミ製とステンレス製のものがある。
アルミユニット庇
アルミ製庇はアルミ押出形材である。型材は強度を保ち、耐久性がある。アルミは軽量で熱反射率がよく耐蝕性があり、溶融点が比較的低く、鋳造に適していて、施工が容易である。つまり、エネルギーロスが比較的低い。レール嵌合タイプの庇は取付け面がコンパクトである。取り外しが容易であり、営繕時には、補修後に再度使用できる。
庇のトップ部に幾つかの形状をした部分を挿入して、なだらかなラインや堅い印象を出すことができる。庇にフックを取り付けて、物干や花台に活用できるものもある。

## ライトシェルフ
南側の窓の中段に庇を設けることで日射を遮蔽しつつ、庇の上面で反射した光を室内に効果的に取り込む手法を「ライトシェルフ」という。反射した光を天井に拡散させることで、室内側へ光を誘導し、昼間の照明エネルギーの負荷を低減させることができる（昼光利用）。

## オーニング
建物やキャンピングカーの窓や軒先などに取り付けられる可動式の日除け・雨除けをオーニングという。
おもに布張りで、手動または電動によってせり出させ、日射の調整や雨除けを行う。日本オーニング協会はオーニングを設置することによって日本における夏季の冷房稼働率を約1/3に抑えることができるといい、二酸化炭素排出量抑制も可能としている。
キャンピングカーに使われる形式として、アメリカ式とヨーロッパ式がある。アメリカ式は頑丈な支柱が車体側面につき、ヨーロッパ式は支柱もケース内に収まる形式となっている。
オーニングには、次の3つの役割が期待できる。
1. 新しい居住空間を作る。
オーニングは新しい空間を作り出すことができ、庭で食事をしたりパーティーをしたりすることを可能にする。また、商業施設においては客へのサービススペースを提供し、倉庫・物流センターにおいては雨天時の作業を効率よく進めるのに役立つ。
2. 断熱効率が良く省エネルギー効果がある。
カーテンや内側ブラインドなどの内断熱に対して、オーニングは直射日光を室内に入れない外断熱である。したがって、効果的に日射を遮蔽することができるので、クーラーの使用頻度を少なくでき、省エネ効果が期待できる。また、夏風邪や冷房病の予防にもなる。
3. 日除けと紫外線対策になる。
オーニングは、直射日光が降り注ぐ場所に日陰を作ることができ、子供や高齢者を日射病や熱射病から守る。また同時に、皮膚がんなどを誘発する恐れのある有害な紫外線からも守ることが期待できる。

プライバシー保護効果にも。
家が隣接した場所や通行人が多い場所などでも屋外からの視線を防ぎ、部屋でくつろいだり、庭やバルコニーで食事を楽しむこともできる。